# ダリオ・コロニャ
ダリオ・コロニャ（Dario Alonzo Cologna、1986年3月11日 - ）はスイス、グラウビュンデン州Santa Maria Val Müstair出身のクロスカントリースキー選手。2008-2009シーズンにスイス人としては初めてクロスカントリースキー・ワールドカップ総合優勝を達成した。日本のメディアではダリオ・コローニャ、ダリオ・コログナ（ドイツ語読み）といった表記もみられる。

## プロフィール
コロニャは5歳でアルペンスキーを始め、1999年にクロスカントリースキーを始めるまでは自転車やサッカーに親しんだ。
2004年のノルディックスキージュニア世界選手権に出場するも10km24位、翌年のジュニア世界選手権では10km+10kmパシュート29位、10km23位に終わった。2006年のジュニア世界選手権では10kmで銅メダルを獲得した。
2006-2007シーズンはOPAカップシリーズで総合2位、ワールドカップにもデビューし、シーズン最後のファルンの30kmでは25位となり初のポイント獲得となった。またマラソンカップSamden大会で優勝、U23選手権では15kmフリーと30kmパシュートで金メダルを獲得するなど国際大会での実績を積んだ。
2007-2008シーズンはロシア・Rybinskの30kmのレースでワールドカップでは自身初の一桁順位となる8位、シーズン終盤のイタリア・ボルミオでは3.3kmで4位となるなどし、総合37位となった。またU23選手権では30kmで連覇を果たした。
2008-2009シーズンは更に飛躍のシーズンとなった。年末年始のツール・ド・スキーで総合優勝、2009年ノルディックスキー世界選手権では15km6位、スプリントで4位入賞を果たし、シーズン最後のワールドカップ・ファイナルでは総合優勝した。シーズンを通したワールドカップ総合でもスイス人初の総合優勝と達成した。
2010年のバンクーバーオリンピックでは15kmフリー走法で優勝、スイスのクロスカントリースキー史上初となる金メダルを獲得した。ワールドカップ総合ではノルウェーのペッテル・ノールトゥグに次ぐ2位だった。
2010-2011シーズンはツール・ド・スキー、ワールドカップ総合とも2年ぶりに制した。一方で2011年ノルディックスキー世界選手権は個人スプリントで9位となったほかは20位台と振るわなかった。
2011-2012シーズンはツール・ド・スキー連覇、ワールドカップ・ファイナル優勝するなど合計6勝をあげ、総合でも2年連続3回目の優勝を達成した。
2012-2013シーズンはワールドカップでは1勝のみで総合3位だったが2013年ノルディックスキー世界選手権では30kmスキーアスロンで金メダル、50kmで銀メダルを獲得した。
2010年4月にレーティッシュ鉄道の車両（ABe8/12 3504)にその名が冠せられた。
2012年度スイス・オブ・ザ・イヤー受賞。